# Haemodorum brevicaule
Haemodorum brevicaule är en enhjärtbladig växtart som beskrevs av Ferdinand von Mueller. Haemodorum brevicaule ingår i släktet Haemodorum och familjen Haemodoraceae. Inga underarter finns listade.